# Leadership transformationnel
 (signalé en juin 2025).
Si vous disposez d'ouvrages ou d'articles de référence ou si vous connaissez des sites web de qualité traitant du thème abordé ici, merci de compléter l'article en donnant les références utiles à sa vérifiabilité et en les liant à la section « Notes et références ».
- Archive Wikiwix
- Bing
- Cairn
- DuckDuckGo
- E. Universalis
- Gallica
- Google
- G. Books
- G. News
- G. Scholar
- Persée
- Qwant
- (zh) Baidu
- (ru) Yandex
- (wd) trouver des œuvres sur Wikidata

Le leadership transformationnel est un modèle de leadership qui met l'accent sur la stimulation du changement, la motivation des membres de l'équipe et la création d'une vision partagée pour atteindre les objectifs organisationnels. Ce style de leadership a émergé comme un domaine d'étude important dans le domaine de la gestion et a été largement discuté dans la littérature sur le leadership. Le terme transformationnel fait référence à la capacité du leader à provoquer des changements significatifs au sein de l'organisation, au-delà de la simple gestion quotidienne, en cherchant à apporter des transformations profondes, tant sur le plan individuel que collectif.